# Oresbius nivalis
Oresbius nivalis är en stekelart som först beskrevs av Zetterstedt 1838.  Oresbius nivalis ingår i släktet Oresbius och familjen brokparasitsteklar. Arten är reproducerande i Sverige. Inga underarter finns listade i Catalogue of Life.